# Hjalmar Torpadie
Sigurd Hjalmar Sverker Torpadie, född den 15 december 1858 i Kalmar, död där den 13 juli 1939, var en svensk jurist. Han var son till Ludvig Torpadie.
Torpadie avlade mogenhetsexamen i sin hemstad 1877 och blev samma år student vid Lunds universitet, där han avlade hovrättsexamen 1881. Han blev vice häradshövding 1885. Följande år blev Torpadie civilnotarie i Visby, där han blev rådman samma år och borgmästare 1919. Han kvarstod i detta ämbete till 1935. Vid flera tillfällen framträdde Torpadie som skald och han var en framstående kännare av de klassiska språken. Han blev riddare av Vasaorden 1910 och av Nordstjärneorden 1924.